# Nămoloasa-Sat
Nămoloasa-Sat – wieś w Rumunii, w okręgu Gałacz, w gminie Nămoloasa. W 2011 roku liczyła 1110 mieszkańców.